# Public Knowledge Project
Das Public Knowledge Project (PKP) ist eine Forschungs- und Software-Entwicklungsinitiative, die von vier Partnern getragen wird: von den erziehungswissenschaftlichen Fachbereichen der University of British Columbia und der Stanford University sowie der Bibliothek und dem Canadian Centre for Studies in Publishing der Simon Fraser University.

## Geschichte
Das PKP wurde 1998 von John Willinsky, der sich intensiv für Open Access einsetzt, an der erziehungswissenschaftlichen Fakultät der University of British Columbia, Vancouver, Kanada, gegründet. 2001 wurde die erste Software fertiggestellt. Unter der technischen Leitung von Kevin Jamieson entwickelte das PKP von nun an Open Journal Systems, Open Conference Systems und Open Harvester Systems unter der GNU General Public License. 2005 begann die Zusammenarbeit mit Lynn Copeland, einer Bibliothekarin der Simon-Fraser-Universitätsbibliothek in Burnaby, Kanada, und Rowly Lorimer, dem Direktor des Canadian Centre for Studies in Publishing derselben Universität. 2007 veranstaltete das PKP eine erste Konferenz, die 2011 zum dritten Mal stattfand. Im Jahr 2007 folgte Willinsky dem Ruf an die Stanford University, USA, womit der Kreis der institutionellen Partner des PKP erweitert wurde.

## Ziele
Das PKP verfolgt das Ziel, die Qualität und die Zugänglichkeit von Forschungsergebnissen zu verbessern. Die Forscher und Doktoranden der unterschiedlichen beteiligten Fachbereiche sowie Bibliothekare untersuchen, ob und wie neue Technologien dazu eingesetzt werden können. Die Entwicklung geeigneter Software gründet auf der Berücksichtigung sowohl technischer als auch sozialer und ökonomischer Aspekte.

## Software-Entwicklung
Das PKP initiierte fünf eigenständige, inhaltlich verknüpfte Open-Source-Anwendungen, die permanent weiterentwickelt werden:
- Open Journal Systems (OJS) ist ein Management-System für akademische Zeitschriften. Es ermöglicht die Organisation der Online-Einreichungen von Autoren, des Peer-Review-Prozesses und der Subskriptionen einer oder mehrerer Zeitschriften.[4]
- Open Conference Systems (OCS) ist eine Anwendung zur Erstellung einer Konferenz-Webseite, über die vom Call for papers bis zur Herausgabe eines Tagungsbandes zahlreiche Aufgaben der Tagungsorganisation abgewickelt werden können.[5]
- Open Harvester Systems ist eine Software zum Erstellen eines durchsuchbaren Indexes aus den Metadaten zu digitalen Inhalten, die den Standard der Open Archives Initiative (OAI) verwenden.[6]
- Lemon8-XML konvertiert Textverarbeitungsformate in das XML-Format. Die webbasierte Anwendung bietet auch Metadaten-Bearbeitung und Zitationswerkzeuge.[7]

- Open Monograph Press (OMP) unterstützt die Herausgabe von wissenschaftlichen Monographien. Dabei bietet es ähnliche Funktionen wie OJS für Zeitschriften.[8]

Zusätzlich betreibt das PKP die Entwicklung der gemeinsamen Programmbibliothek pkp-lib, die grundlegende Funktionen für die einzelnen Anwendungen bereitstellt.